# Trischen (Schiff, 2019)
Die Trischen ist ein Arbeitsschiff des Landesbetriebs für Küstenschutz, Nationalpark und Meeresschutz Schleswig-Holstein.

## Beschreibung
Das Schiff wurde unter der Baunummer 202 auf der Werft SET Schiffbau- u. Entwicklungsgesellschaft Tangermünde als letztes von drei – für unterschiedliche Aufgaben ausgerüstete – Schwesterschiffen für den Landesbetrieb für Küstenschutz, Nationalpark und Meeresschutz Schleswig-Holstein gebaut.
Der Bauvertrag wurde am 7. November 2017 geschlossen. Die Kiellegung des Schiffes fand am 13. April 2018, der Stapellauf am 1. März 2019 statt. Die Fertigstellung des Schiffes erfolgte am 20. Mai 2019. Die Baukosten beliefen sich auf 5 Millionen Euro. Getauft wurde das Schiff am 29. Mai 2019 in Husum. Taufpatin war die Finanzministerin Schleswig-Holsteins, Monika Heinold. Benannt ist das Schiff nach der gleichnamigen Insel vor der Küste Dithmarschens. Es ersetzt den gleichnamigen Vorgängerbau aus dem Jahr 1983.
Das Schiff wird im Küstenschutz der schleswig-holsteinischen Nordseeküste und der vorgelagerten Inseln und Halligen eingesetzt. Dazu zählt das Räumen der Außentiefs, um das Wasser aus dem Hinterland möglichst ungehindert abfließen lassen zu können. Hierfür ist das Schiff mit einem absenkbaren, mit Spüldüsen versehenen Spülrohr ausgestattet, durch das von zwei Pumpen bis zu 40.000 Liter Wasser pro Minute in den Schlick am Grund der Tiefs injiziert werden können. Der dadurch aufgewirbelte Schlick wird dann mit der Tideströmung abtransportiert. Weiterhin kann das Schiff auch für den Transport von Küstenschutzmaterialien zu den Inseln, Halligen und an die Deiche sowie als Schlepper genutzt werden.
Der flache Boden des Schiffsrumpfes erlaubt das Trockenfallen des Schiffes im Wattenmeer.
Das Schiff wird von drei Besatzungsmitgliedern gefahren. An Bord stehen Kammern für die Besatzung zur Verfügung, so dass mit dem Schiff auch mehrtägige Einsätze möglich sind.
Der Antrieb erfolgt dieselelektrisch. Für die Stromerzeugung stehen zwei Generatoren, die von Scania-Dieselmotoren des Typs DI13. Die beiden Propeller werden von zwei Elektromotoren mit jeweils 221 kW Leistung angetrieben. Das Schiff ist mit einem Bugstrahlruder ausgestattet.